# NGC 4646
NGC 4646 (другие обозначения — UGC 7892, MCG 9-21-31, ZWG 270.15, PGC 42740) — линзообразная галактика (S0) в созвездии Большая Медведица.
Этот объект входит в число перечисленных в оригинальной редакции «Нового общего каталога».
Галактика сильно излучает в ультрафиолетовом диапазоне и имеет широкие эмиссионные линии в спектрах. NGC 4646 является одной из галактик типа Аро с аномально сильным излучением в синей области. Особенно яркими являются линии излучения водорода кальция.
Вычисленные доплеровские смещения линий показывают разные значения скорости, что может говорить о наличии неучтенных эффектов, например влияния излучения гелия.